# Sawley (Lancashire)
Sawley è un villaggio e parrocchia civile dell'Inghilterra, appartenente alla contea del Lancashire.